# Tour de Brasil/Vuelta del Estado de San Pablo 2011
La 8.ª edición del Tour de Brasil/Vuelta del Estado de San Pablo, se disputó desde el 16 hasta el 23 de octubre de 2011.
Estuvo inserta en el UCI America Tour 2011-2012 siendo la segunda competición del calendario internacional americano. Con un recorrido similar a la edición anterior pero más corto, la carrera tuvo un total de 890 km divididos en 8 etapas, siendo una de ellas contrarreloj (la 3.ª) y una con llegada en alto en Campos do Jordão (la 7.ª).
El ganador de la clasificación general fue José Eriberto Rodrígues del equipo brasileño Padaria Real-Sorocaba, quién luego de ganar la 2.ª etapa en forma solitaria con más de 3 minutos de diferencia con respecto a la mayor parte del pelotón, supo manejar la ventaja tanto en la contrarreloj, como en la etapa con llegada a Campos do Jordão para coronarse campeón de la prueba por primera vez.
En las demás clasificaciones Roberto Pinheiro, en buena parte gracias a 3 triunfos de etapa ganó en la clasificación por puntos. Diego Ares ganó la montaña y el Funvic-Pindamonhangaba dominó la clasificación por equipos además de ganar 5 de 8 etapas.

## Equipos participantes
Participaron 20 equipos siendo de Brasil 14 (los 12 primeros del ranking de la Confederación Brasileña de Ciclismo más 2 invitados por la organización). A estos se sumaron 4 equipos extranjeros y 2 selecciones nacionales, para totalizar 134 ciclistas
| - DataRo-Foz do Iguaçu-Itaipú Binacional (Paraná) - FW Engenharia-Amazonas Bike (Río de Janeiro) - Altolim-Assis-AMEA (San Pablo) - Velo-Seme Río Claro (San Pablo) - Padaria Real-Sorocaba (San Pablo) - São Francisco Saude-KHS-Ribeirão Preto (San Pablo) - ADF Liniers (San Pablo) - Avai-FME Florianópolis-APGF (Santa Catarina) - GRCE Memorial-Prefeitura de Santos-Giant (San Pablo) - São José dos Campos-Cannondale (San Pablo) - PZ Racing-Refactor-Ribeirão Pires (San Pablo) - Funvic-Marcondes César-Pindamonhangaba (San Pablo) - São Lucas-Ciclo Ravena-Americana (San Pablo) - Bm Suzano-Trotz-Microchift (San Pablo) | - San Luis Somos Todos - Start Cycling - OGM-Macul - Panavial - Selección de Dinamarca - Selección de Uruguay |

## Etapas
| Etapa | Fecha         | Recorrido                        | Km         | Ganador de la etapa     | Líder de la clasificación general |
| 1.ª   | 16 de octubre | Marília-Bauru                    | 106,6      | Antonio Nascimento      | Antonio Nascimento                |
| 2.ª   | 17 de octubre | Bauru-São Carlos                 | 166,4      | José Eriberto Rodrígues | José Eriberto Rodrígues           |
| 3.ª   | 18 de octubre | São Carlos-São Carlos            | 22,4 (CRI) | Flavio Cardoso          | José Eriberto Rodrígues           |
| 4.ª   | 19 de octubre | Río Claro-Sorocaba               | 168,3      | Roberto Pinheiro        | José Eriberto Rodrígues           |
| 5.ª   | 20 de octubre | Sorocaba-Atibaia                 | 143,9      | Halysson Ferreira       | José Eriberto Rodrígues           |
| 6.ª   | 21 de octubre | Atibaia-Pindamonhangaba          | 174,5      | Roberto Pinheiro        | José Eriberto Rodrígues           |
| 7.ª   | 22 de octubre | Pindamonhangaba-Campos do Jordão | 53,2       | Diego Ares              | José Eriberto Rodrígues           |
| 8.ª   | 23 de octubre | Jundiaí-São Paulo                | 55,5       | Roberto Pinheiro        | José Eriberto Rodrígues           |

## Clasificaciones finales

### Clasificación general
| Posición | Ciclista                | Equipo                                 | Tiempo           |
| -------- | ----------------------- | -------------------------------------- | ---------------- |
| 1        | José Eriberto Rodrígues | Padaria Real-Sorocaba                  | 22 h 34 min 19 s |
| 2        | Flavio Cardoso          | Funvic-Pindamonhangaba                 | a 41 s           |
| 3        | Tiago Fiorilli          | Funvic-Pindamonhangaba                 | a 3 min 22 s     |
| 4        | Diego Ares              | GRCE Memorial-Santos                   | a 3 min 32 s     |
| 5        | André Pulini            | São Lucas Saúde-Americana              | a 4 min 12 s     |
| 6        | William Chiarello       | Velo-Seme-Rio claro                    | a 4 min 52 s     |
| 7        | Cleberson Weber         | Clube DataRo de Ciclismo-Foz do Iguaçu | a 5 min 13 s     |
| 8        | Antonio Nascimento      | Funvic-Pindamonhangaba                 | a 5 min 22 s     |
| 9        | Edgardo Simón           | Padaria Real-Sorocaba                  | a 5 min 36 s     |
| 10       | John Bohn Ebsen         | Selección de Dinamarca                 | a 6 min 16 s     |

### Clasificación por puntos
| Posición | Ciclista         | Equipo                 | Puntos |
| -------- | ---------------- | ---------------------- | ------ |
| 1        | Roberto Pinheiro | Funvic-Pindamonhangaba | 52     |
| 2        | Flavio Cardoso   | Funvic-Pindamonhangaba | 31     |
| 3        | Edgardo Simón    | Padaria Real-Sorocaba  | 29     |

### Clasificación de la montaña
| Posición | Ciclista           | Equipo                 | Puntos |
| -------- | ------------------ | ---------------------- | ------ |
| 1        | Diego Ares         | GRCE Memorial-Santos   | 19     |
| 2        | Antonio Nascimento | Funvic-Pindamonhangaba | 18     |
| 3        | Jocemildo Pereira  | ADF Liniers            | 11     |

### Clasificación por equipos
| Posición | Equipo                    | Tiempo           |
| -------- | ------------------------- | ---------------- |
| 1        | Funvic-Pindamonhangaba    | 67 h 49 min 17 s |
| 2        | São Lucas Saúde-Americana | a 7 min 59 s     |
| 3        | Padaria Real-Sorocaba     | a 10 min 03 s    |
| 4        | GRCE Memorial-Santos      | a 17 min 11 s    |
| 5        | Panavial                  | a 17 min 32 s    |

## UCI America Tour
La carrera al estar integrada al calendario internacional americano 2011-2012 otorgó puntos para dicho campeonato. El baremo de puntuación es el siguiente:
| Posición                    | 1.º | 2.º | 3.º | 4.º | 5.º | 6.º | 7.º | 8.º |
| Clasificación general final | 40  | 30  | 16  | 12  | 10  | 8   | 6   | 3   |
| Por etapa                   | 8   | 5   | 2   |     |     |     |     |     |
| Lider General por etapa     | 4   |     |     |     |     |     |     |     |

Los 10 ciclistas que obtuvieron más puntaje fueron los siguientes:
| Ciclista                | Equipo                         | Puntos por la clasificación final | Puntos de etapa | Puntos de líder | Total |
| ----------------------- | ------------------------------ | --------------------------------- | --------------- | --------------- | ----- |
| José Eriberto Rodrígues | Padaria Real-Sorocaba          | 40                                | 8               | 24              | 72    |
| Flavio Cardoso          | Funvic-Pindamonhangaba         | 30                                | 12              | -               | 42    |
| Roberto Pinheiro        | Funvic-Pindamonhangaba         | -                                 | 24              | -               | 24    |
| Diego Ares**            | GRCE Memorial-Santos           | 12                                | 8               | -               | 20    |
| Edgardo Simón           | Padaria Real-Sorocaba          | -                                 | 17              | -               | 17    |
| Tiago Fiorilli          | Funvic-Pindamonhangaba         | 16                                | -               | -               | 16    |
| Antonio Nascimento      | Funvic-Pindamonhangaba         | 3                                 | 8               | 4               | 15    |
| André Pulini**          | São Lucas Saúde-Americana      | 10                                | -               | -               | 10    |
| Daniel Rogelin**        | São José dos Campos-Cannondale | -                                 | 10              | -               | 10    |
| William Chiarello**     | Velo-Seme-Río Claro            | 8                                 | -               | -               | 8     |

- ** Sus puntos no van a la clasificación por equipos del UCI América Tour. Sólo van a la clasificación individual y por países, ya que los equipos a los que pertenecen no son profesionales.